# Teuchophorus obliquus
Teuchophorus obliquus är en tvåvingeart som beskrevs av Henk J.G. Meuffels och Patrick Grootaert 2004. Teuchophorus obliquus ingår i släktet Teuchophorus och familjen styltflugor.
Artens utbredningsområde är Brunei. Inga underarter finns listade i Catalogue of Life.